# Simeon Williamson
Simeon Williamson, född den 16 januari 1986, är en brittisk friidrottare som tävlar i kortdistanslöpning.
Williamsons genombrott kom när han vann guldet på 100 meter vid universiaden 2007. Han deltog vid Olympiska sommarspelen 2008 på 100 meter och blev då utslagen i kvartsfinalen. 
Vid inomhus-EM 2009 i Turin slutade han fyra på 60 meter på tiden 6,57. Senare samma år deltog han vid VM i Berlin där han tävlade på 100 meter. Han slutade som femma i sin kvartsfinal vilket inte räckte till att få springa semifinalen. Vid samma mästerskap ingick han i stafettlaget på 4 x 100 meter, tillsammans med Tyrone Edgar, Marlon Devonish och Harry Aikines-Aryeetey. Laget slutade trea på tiden 38,02 slagna av Jamaica och Trinidad och Tobago.

## Personliga rekord
- 60 meter - 6,53 från 2009
- 100 meter - 10,03 från 2008